# تيدي بيرتن
تيدي بيرتن (بالفرنسية: Teddy Bertin)‏ (6 أغسطس 1969 في فرنسا - ) هو لاعب كرة قدم فرنسي في مركز الدفاع. لعب مع أولمبيك مارسيليا ونادي أميين ونادي ستراسبورغ ونادي شاتورو ونادي لوهافر.

## وصلات خارجية
- تيدي بيرتن على موقع قاعدة بيانات كرة القدم.إي يو (الإنجليزية)
- تيدي بيرتن على موقع ليكيب (الفرنسية)
- تيدي بيرتن على موقع Soccerbase.com (لاعب) (الإنجليزية)
- تيدي بيرتن على موقع عالم كرة القدم.نت (الإنجليزية)